# Bayerische Landespolizei (1920–1935)
Die Bayerische Landespolizei war ein paramilitärischer Polizeiverband, der in Bayern zur Zeit der Weimarer Republik bis in die Anfangsjahre des Dritten Reichs bestand. Von April 1928 bis Mai 1933 war sie umbenannt in Schutzpolizei, unterteilt in Bereitschaftspolizei und Einzeldienst. Anschließend bis zu ihrer Überführung in die Wehrmacht, im Oktober 1935, hieß sie wieder Landespolizei.
Die Offiziere führten militärische (Leutnant usw.), die unteren Ränge polizeiliche Dienstgrade (Hilfswachtmeister usw.). Das Grundtuch der Uniform war stahlgrün, die Abzeichenfarbe schwarz. Symbol der Bayerischen Landespolizei war ein sitzender Panther.

## Geschichte
Ab 1919 wurden in den Ländern des Deutschen Reichs im Rahmen der sogenannten Sicherheitspolizei paramilitärische Polizeiverbände gebildet, die aufgrund der Beschränkungen des Versailler Friedensvertrags auch als Militärersatz gedacht waren. Sie stellten die Vorläufer der späteren Bereitschaftspolizei dar.
Die Bayerische Landespolizei entstand am 22. November 1920 aus der rund 9.600 Mann starken Staatlichen Ordnungspolizei. Diese war erst zwei Monate zuvor aus der im November 1919 als Militärersatz gebildeten Staatlichen Polizeiwehr Bayerns gebildet worden, die aber auf Druck der Alliierten hatte aufgelöst werden müssen. Die Polizeiwehr war aus lokalen militärischen Wehreinheiten unter dem Befehl der Stadtkommandanturen von München und Nürnberg hervorgegangen. Die Bayerische Landespolizei wurde bis 1930 von ihrem ersten Chef Hans Ritter von Seißer wesentlich geformt.
Kasernierte Polizeien im Bereitschaftsdienst entstanden vor allem auch als Reaktion auf die nach dem Ersten Weltkrieg und der Revolution von 1918 erhöhten Anforderungen an die deutsche Polizei, die nunmehr Aufgaben wahrnehmen musste (Kontrolle problematischer politischer Versammlungen und Demonstrationen, Bekämpfung größerer Unruhen bis hin zu bürgerkriegsähnlichen Lagen), für die zur Zeit der Monarchie noch das Militär vorgesehen war. Entsprechend wurde sie vorwiegend für den Polizeikampf ausgebildet.
Der bekannteste Einsatz der Bayerischen Landespolizei fand im November 1923 gegen den Hitlerputsch in München statt. Dabei kamen vier Polizisten ums Leben. Bekannt war auch ihr hartes Einschreiten anlässlich des Coburger Blutsonnabends am 3. September 1921.
Die Bayerische Landespolizei wurde bis 1923/24 auf über 17.000 Mann ausgebaut und gegen Ende der 1920er Jahre auf etwa 14.000 Mann reduziert. Ihre kasernierten Abteilungen standen in allen rechtsrheinischen Regierungsbezirken und seit 1930 auch in der bayerischen Pfalz. Die Landespolizeiangehörigen wurden anfangs gemäß dem Reichsrahmengesetz über die Schutzpolizei der Länder von 1922 – wie bei der Reichswehr – für eine zwölfjährige Dienstzeit eingestellt.
Auf Druck der Siegermächte, die im Zusammenhang mit Art. 162 des Versailler Vertrages eine Demilitarisierung und Abrüstung der kasernierten Polizeien verlangten (vgl. Entwaffnungsnote von 1925), erfolgte 1928 eine Zäsur. Das Polizeibeamtengesetz vom 12. April 1928 brach mit dem bisherigen Modus. Es zielte auf eine engere Anbindung an die übrigen uniformierten bayerischen Polizeikräfte, der Schutzpolizei in den Großstädten München und Nürnberg-Fürth sowie der Gendarmerie auf dem Land. Das Gesetz beinhaltete außerdem den Übergang zum Dienstverhältnis als Probe- und Lebenszeitbeamter. Die Landespolizei sollte Personalreservoir für den Einzeldienst werden. Außerdem war die Minderung der Versorgungslasten beabsichtigt sowie eine polizeiliche Motivationssteigerung und Professionalisierung des Verbands. Gemäß dem Polizeibeamtengesetz vom April 1928 hieß die Landespolizei offiziell nun Schutzpolizei und wurde in eine Bereitschaftspolizei und in einen Einzeldienst unterteilt. Trotzdem hielt sich der Begriff Landespolizei weiterhin im Sprachgebrauch.
Nachdem die überwiegende Mehrheit der Landespolizisten und namentlich die Offiziere vor allem in den Anfangsjahren ehemalige Soldaten und Freikorpsangehörige gewesen waren, stand der Verband – wie auch die Reichswehr – der republikanischen Staatsform, wenn auch loyal, so doch innerlich reserviert gegenüber. Zur Reichswehr bestanden enge Kontakte, entsprechend war der intern gepflegte Korpsgeist bzw. Männlichkeits- und Kameradschaftskult.
Nach der nationalsozialistischen Machtergreifung verfügte der bayerische Staatsminister des Inneren am 19. Mai 1933 die Umbenennung der Bereitschaftspolizei in Landespolizei; der Einzeldienst hieß nun Schutzpolizei. Die deutschen Landespolizeien wurden ab Januar 1934 dem Reichsministerium des Inneren unterstellt und nun möglichst einheitlich organisiert. Im Laufe des Jahres 1935 kam die bayerische Landespolizei unter das Kommando Landespolizei des Oberbefehlshaber des Heeres. Mit dessen Schreiben vom 20. Juni 1935 erhielten die Beamten unterhalb der Offiziersebene neue Dienstgradabzeichen nach dem Muster des Heeres (die Unterführer Kragen und Schulterklappen mit Tressenbesatz und Rangsternen, die Mannschaften Ärmelwinkel). Im Zuge der deutschen Aufrüstung wurden die deutschen Landespolizeien zwischen 1934 und 1936 nach und nach in die Wehrmacht überführt. In Bayern geschah dieser Schritt am 15. Oktober 1935, mit der geschlossenen Übernahme der Bayerischen Landespolizei in das Heer.

## Gliederung (1928)
[Stellen und Behörden im Geschäftsbereiche des Staatsministeriums des Innern]
- Landespolizei
- Landespolizeiamt in München:
  - Chef: Hans von Seißer, Polizei-Oberst
- örtliche Landespolizeiabteilungen und ihre Kommando-Chefs:
  - Amberg: Josef Lobinger Polizei-Hauptmann;
  - Ansbach: Georg Haberl, Polizei-Major;
  - Aschaffenburg: Arthur Schmitt, Polizei-Hauptmann;
  - Augsburg: Friedrich von Tumma, Polizei-Oberstleutnant;
  - Bayreuth: Hermann Siegert, Polizei-Hauptmann;
  - Coburg: Johann Bernhardt, Polizei-Major;
  - Hof: Fritz Schade, Polizei-Hauptmann;
  - Ingolstadt: Max Berthold, Polizei-Hauptmann;
  - Lindau: Ernst Schlemmer, Polizei-Hauptmann;
  - München: Karl Schnitzlein, Polizei-Oberst;
  - Nürnberg-Fürth: Georg Häublein, Polizei-Oberst;
  - Passau: - - -
  - Regensburg: - - -
  - Rosenheim: - - -
  - Straubing: - - -
  - Würzburg: Philip Hoepffner, Polizei-Oberstleutnant.
- Polizei-Vorschulen:
  - Bamberg: Alfred Wanka, Polizei-Oberstleutnant;
  - Eichstätt: Wilhelm Kretzer, Polizei-Oberstleutnant.

## Dienstgrade
Die Landespolizeibeamten gliederten sich nach dem Landespolizeibeamtengesetz vom 26. August 1922 in Polizeioffiziere, Polizeisekretäre und Polizeiwachtmeister. Nach der Machtübernahme der Nationalsozialisten 1933 wurden in den Länderpolizeien (LP) der einzelnen Länder die Rangbezeichnungen der Wachtmeister (Sammelbezeichnung, SB), zwischen Ende 1933 und Mitte 1935, mehrfach geändert. Im Vorfeld der 1935/36 reichsweit umgesetzten Überführung der Landespolizeiverbände in Heer und Luftwaffe der Wehrmacht kam es schließlich zu einer länderübergreifenden Vereinheitlichung der deutschen Landespolizei-Dienstgrade. Die LP-Wachtmeisterränge unterschieden sich teilweise erheblich von jenen der übrigen Polizei-Organe, wie etwa den Schutz- und Kommunalpolizeien oder den Gendarmerien der Länder. Dort waren, um das Jahr 1935, Bezeichnungen bzw. Dienstposten wie Stabs-, Trupp- oder Zugwachtmeister nur fallweise oder abgeändert (bspw. Zugoberwachtmeister) bis gar nicht gebräuchlich. Dies galt auch in Bayern. Bei besagten Polizeikörpern erfolgte erst 1936 eine reichsweite und institutionsübergreifende Vereinheitlichung der Polizeidienstgrad-Bezeichnungen.
| Dienstgrade der Bayerischen Landespolizei 1922 bis 1935                         | Dienstgrade der Bayerischen Landespolizei 1922 bis 1935 | Dienstgrade der Bayerischen Landespolizei 1922 bis 1935                                     | Dienstgrade der Bayerischen Landespolizei 1922 bis 1935                         | Dienstgrade der Bayerischen Landespolizei 1922 bis 1935 |
| 1922                                                                            | 1933                                                    | 1935                                                                                        | Dienstgrade nach Überführung der Landespolizei-Beamten in das Heer, 1935        |                                                         |
| Offiziere                                                                       | Offiziere                                               | Offiziere                                                                                   | Offiziere                                                                       | Offiziere                                               |
| ------------------------------------------------------------------------------- | ------------------------------------------------------- | ------------------------------------------------------------------------------------------- | ------------------------------------------------------------------------------- | ------------------------------------------------------- |
| (der Dienstgrad General der Polizei war 1922 noch nicht eingeführt)             | General der Polizei                                     | dito                                                                                        | Generalmajor                                                                    |                                                         |
| Oberst der Polizei                                                              | dito                                                    | dito                                                                                        | Oberst                                                                          |                                                         |
| Oberstleutnant der Polizei Polizei-Obermedizinalrat                             | dito                                                    | dito                                                                                        | Oberstleutnant                                                                  |                                                         |
| Major der Polizei Polizei-Medizinalrat I. Klasse/Polizei-Veterinärrat I. Klasse | dito                                                    | dito                                                                                        | Major                                                                           |                                                         |
| Hauptmann der Polizei Polizei-Medizinalrat/Polizei-Veterinärrat                 | dito                                                    | dito                                                                                        | Hauptmann                                                                       |                                                         |
| Oberleutnant der Polizei Polizei-Oberarzt/Polizei-Oberveterinär                 | dito                                                    | dito                                                                                        | Oberleutnant                                                                    |                                                         |
| Leutnant der Polizei Polizei-Assistenzarzt/Polizei-Veterinär                    | dito                                                    | dito                                                                                        | Leutnant                                                                        |                                                         |
| Sekretäre/Kommissäre                                                            |                                                         |                                                                                             |                                                                                 |                                                         |
| Polizei-Obersekretär                                                            | Polizei-Oberkommissär Polizei-Obermusikmeister          | Polizei-Oberkommissär Polizei-Obermusikmeister                                              | (?)                                                                             |                                                         |
| Polizei-Sekretär                                                                | Polizei-Kommissär Polizei-Musikmeister                  | Polizei-Kommissär Polizei-Musikmeister                                                      | (?)                                                                             |                                                         |
| Wachtmeister (Sammelbezeichnung, SB)                                            |                                                         |                                                                                             |                                                                                 |                                                         |
| -                                                                               | Dienstleitender Hauptwachtmeister                       | Hauptwachtmeister der Truppe                                                                | Oberfeldwebel der Truppe (Kompaniefeldwebel)                                    |                                                         |
| Polizei-Hauptwachtmeister                                                       | -                                                       | Hauptwachtmeister / Oberfähnrich der Landespolizei                                          | Oberfeldwebel                                                                   |                                                         |
| Polizei-Oberwachtmeister                                                        | Hauptwachtmeister                                       | Zugwachtmeister                                                                             | Feldwebel                                                                       |                                                         |
| -                                                                               | Zugwachtmeister                                         | Stabsoberwachtmeister / Fähnrich der Landespolizei                                          | Unterfeldwebel                                                                  |                                                         |
| Polizei-Wachtmeister                                                            | Oberwachtmeister                                        | Oberwachtmeister sowie Truppwachtmeister (letzterer ab Juli 1935)                           | Unteroffizier                                                                   |                                                         |
| -                                                                               | -                                                       | Truppwachtmeister (bis Juli 1935) / Stabswachtmeister ab 7. Dienstjahr                      | Obergefreiter                                                                   |                                                         |
| Polizei-Rottmeister                                                             | Wachtmeister                                            | Stabswachtmeister sowie Wachtmeister bis 6 Dienstjahre / Unterwachtmeister ab 2. Dienstjahr | Gefreiter                                                                       |                                                         |
| Polizei-Unterwachtmeister                                                       | Unterwachtmeister                                       | -                                                                                           | (Oberschütze: in diesen Dienstgrad wurde 1935 kein Wachtmeister (SB) überführt) |                                                         |
| Polizei-Hilfswachtmeister                                                       | Hilfswachtmeister                                       | Unterwachtmeister im 1. Dienstjahr                                                          | Schütze/Reiter/Kanonier/Pionier                                                 |                                                         |

## Chefs
- Hans Ritter von Seißer (1920–1930)
- Christian Pirner (1930–1933)
- Heinrich Döhla (1933–1935)

## Einschlägige Gesetze
- Reichsgesetz über die Schutzpolizei der Länder vom 17. Juli 1922. Reichsgesetzblatt 1922 I, S. 597, aufgehoben mit Gesetz vom 10. Juli 1926 (RGBl. 1926 I, S. 402).
- Landespolizeibeamtengesetz vom 26. August 1922. GVBl., S. 427 (link).
- Polizeibeamtengesetz vom 12. April 1928. GVBl., S. 193 (link).
- Verordnung über die uniformierte Staatspolizei vom 12. April 1928. GVBl., S. 197 (Volltext [Wikisource]).
- Gesetz über die Landespolizei vom 29. März 1935. RGBl. 1935 I, S. 460.
- Gesetz über die Überführung von Angehörigen der Landespolizei in die Wehrmacht vom 3. Juli 1935. RGBl. 1935 I, S. 851.